# Tao Jin
Tao Jin (陶金S, Táo JīnP; Suzhou, 22 gennaio 1916 – 28 settembre 1986) è stato un attore, regista e sceneggiatore cinese.
In occasione del centenario della nascita dell'industria cinematografica in Cina nel 2005, la China Film Performance Art Academy lo ha inserito nella lista dei "100 migliori attori in 100 anni di cinema cinese".